# Перу на зимних Олимпийских играх 2014
Перу принимал участие в зимних Олимпийских играх 2014 года, которые проходили в Сочи с 7 по 23 февраля. Команда Перу состояла из трёх спортсменов в двух видах спорта. Эти же атлеты представляли Перу на зимних Олимпийских играх 2010 в Ванкувере.

## Состав и результаты олимпийской сборной Перу

### Горнолыжный спорт
В соответствии с квотами FIS, опубликованными 17 января 2014, Перу квалифицировала на Олимпиаду двух атлетов.
Мужчины
| Соревнование  | Спортсмены          | 1 спуск | 2 спуск | Всего   | Место |
| ------------- | ------------------- | ------- | ------- | ------- | ----- |
| Слалом-гигант | Манфред Эттль Рейес | 1:47,05 | 1:33,91 | 3:20,96 | 70    |
| Слалом        | Манфред Эттль Рейес | 58,36   | DNF     | DNF     | DNF   |

Женщины
| Соревнование      | Спортсмены         | 1 спуск | 2 спуск | Всего   | Место |
| ----------------- | ------------------ | ------- | ------- | ------- | ----- |
| гигантский слалом | Орнела Эттль Рейес | 1:32,87 | 1:33,45 | 3:06,32 | 57    |
| слалом            | Орнела Эттль Рейес | DNF     | DNF     | DNF     | DNF   |

### Лыжные гонки
В соответствии с квотами FIS, опубликованными 17 января 2014, Перу квалифицировала на Олимпиаду одного атлета
Мужчины
Дистанция
| Соревнование              | Спортсмен        | Результат | Место |
| ------------------------- | ---------------- | --------- | ----- |
| 15 км классическим стилем | Роберто Карселен | 1:06:28,9 | 87    |